# Наша газета (Екатеринбург)
Наша газе́та — информационно-рекламное печатное еженедельное издание Екатеринбурга. Распространяется бесплатно. Содержит рекламные объявления, информационные заметки, астропрогноз, сканворд. Издается с ноября 1995 года. Одна из самых многотиражных городских газет России.

## История
Первый номер вышел в ноябре 1995 года.
В 2000-е годы «Наша газета» была одним из ведущих рекламных изданий Екатеринбурга. По итогам I квартала 2005 года «Наша газета» по объёму средств, вырученных от рекламы занимала второе место в городе среди бесплатных рекламных газет.
По состоянию на 2017 год «Наша газета» выпускалась издательским домом «АБАК-ПРЕСС» и конкурировала с двумя другими бесплатными изданиями, выпускавшимися Издательским домом «ИнтерМедиаГруп Урал» — газетами «Ва-Банкъ» и «В каждый дом».
По состоянию на 2020 год «Наша газета» выходила по четвергам и её целевой аудиторией были жители Екатеринбурга в возрасте от 25 до 55 лет.

## Тираж
По состоянию на 2005 год тираж номера «Нашей газеты» составлял 415 тысяч экземпляров — самый большой показатель для городского издания России (не считая Москвы и Санкт-Петербурга). В дальнейшем тираж газеты снизился и в 2020 году составлял 305 тысяч экземпляров, а 2023 году опустился до 200 тысяч. Также сократилось и количество полос - до 4.